# Sociedad Española de Vexilología

Bandiera della SEV

La Sociedad Española de Vexilología (Società Spagnola di vessillologia), o SEV, è un'associazione creata al fine di incentivare lo studio e lo sviluppo della vessillologia in Spagna.
Fu fondata il 31 ottobre 1977 e ammessa nella Federazione internazionale associazioni vessillologiche (FIAV), come membro a pieno titolo, nel 1979.
La SEV ha sostenuto gratuitamente delegazioni provinciali, consigli comunali, entità locali e minori, assemblee e altre istituzioni che hanno richiesto il suo aiuto.
Le sue pubblicazioni Banderas e Gaceta de banderas raccolgono studi e articoli riferiti al mondo delle bandiere.
Tutti gli anni organizza un congresso nazionale della vessillologia. Questa associazione funge anche da ponte per le relazioni tra la Spagna e gli altri organismi internazionali dedicati alla vessillologia, in special modo le società ispano-americane ed europee.